# مقداد سيفي
مقداد سيفي (21 أبريل 1940 تبسة، الجزائر) سياسي جزائري ورئيس حكومة سابق.

## المسار التعليمي والمهني
حصل على إجازة في الفيزياء من جامعة الجزائر ثمّ أكمل تعليمه في فرنسا حيث حصل على شهادة في الهندسة الإلكتروميكانيكية.
بعد عودته إلى الجزائر، عمل في شركة سونلغاز ثمّ شغل مناصب في وزارة الصناعة إلى أن اختاره بلعيد عبد السلام وزيرا للتجهيزات والأشغال العموميّة، واستمر في منصبه في حكومة رضا مالك.

## العمل السياسي
شارك مقداد سيفي كوزير في حكومتي بلعيد عبد السلام ورضا مالك. ثم تولى قيادة حكومتين متتاليتين ابتداءا من 11 أبريل 1994 إلى 30 ديسمبر 1995 في فترة حكم الرئيس اليمين زروال.
بعد ذلك شغل منصب وزير دولة لدى الرئاسة حتى 1997. في الانتخابات التشريعية الجزائرية 1997 فاز من كرسي نائب عن دائرة تبسة في البرلمان ونائب رئيس البرلمان.
شارك في الانتخابات الرئاسية الجزائرية 1999 كمرشح حر للرئاسة بعد أن استقال في 1998 من المكتب الوطني لحزب التجمع الوطني الديمقراطي. ولكنه انسحب من الانتخابات الرئاسية رفقة 6 مترشحين آخرين بعد أن شككوا في نزاهة الانتخابات.